# Luis Díaz (futebolista)
Luis Fernando Díaz Marulanda (Barrancas, 13 de janeiro de 1997) é um futebolista colombiano que atua como ponta-esquerda. Atualmente, joga pelo Bayern de Munique e pela Seleção Colombiana.

## Carreira

### Junior Barranquilla
Díaz nasceu em Barrancas, La Guajira, e foi incluído na seleção de 22 jogadores da Colômbia para a Copa Americana de Pueblos Indígenas 2015, devido à sua etnia wayuu. Depois de impressionar durante o torneio, ingressou no Junior Barranquilla em 2016 depois de um período de experiência, sendo imediatamente designado para o Barranquilla.

### Porto
Foi anunciado pelo Porto no dia 10 de julho de 2019, assinando um contrato de cinco anos, com o clube comprando 80% de seus direitos econômicos por uma taxa de 7 milhões de euros.
Na sua primeira temporada em Portugal, Díaz somou 49 jogos e 12 gols pelo Porto na Primeira Liga e na Taça de Portugal. Na final deste última, em 1 de agosto de 2020, ele foi expulso após 38 minutos em uma vitória por 2–1 sobre o Benfica no Estádio Cidade de Coimbra. Em 21 de outubro de 2020, marcou seu primeiro gol na Liga dos Campeões da UEFA, mas não conseguiu impedir a derrota por 3–1 contra o Manchester City.

### Liverpool
Em 31 de janeiro de 2022, o Liverpool fechou acordo com o Porto para a contratação do colombiano. O acordo foi firmado até 2027 e o valor girou em torno de 49 milhões de libras (cerca de R$ 352 milhões), aproximadamente, incluindo bônus e gatilhos de contrato.
No dia 26 de junho de 2023, após a saída do capitão James Milner, Luis Díaz herdou a camisa número 7, a qual utilizava anteriormente a número 23.

### Bayern de Munique
No dia 30 de julho de 2025, a longa negociação entre Bayern de Munique e Liverpool pelo atacante chegou ao fim e o colombiano foi anunciado oficialmente como novo reforço do clube alemão. Jornais ingleses destacam que o acordo do Bayern com os Reds é de 75 milhões de euros (R$ 490 milhões), já incluindo bônus. Luis Díaz assinou contrato por quatro anos, até o meio de 2029, e assumiu a camisa de número 14.

## Seleção Colombiana

### Seleção Colombiana Sub-20
Após representar a Colômbia na categoria Sub-20, o atacante estreou pela Seleção Colombiana principal no ano de 2018. Marcou seu primeiro gol internacional no dia 26 de março de 2019, em uma derrota fora de casa por 2–1 para a Coreia do Sul.

### Copa América de 2019
Fez parte dos 23 convocados por Carlos Queiroz para a Copa América de 2019 e também para a Copa América de 2021, ambas no Brasil.
O atacante teve grande atuação no dia 16 de novembro de 2023, ao balançar as redes duas vezes e garantir a vitória de virada por 2–1 contra o Brasil, em jogo válido pelas Eliminatórias da Copa do Mundo FIFA de 2026. Durante a comemoração dos gols, o pai do jogador, que havia sido sequestrado por 12 dias, apareceu bastante emocionado e foi às lágrimas com os dois gols do filho.

### Copa América de 2024
Luis Díaz fez dois gols na Copa América e não fez uma boa final, mas foi a principal arma da Colômbia no ataque.

## Vida pessoal
Díaz é de origem Wayuu, tornando-se o primeiro colombiano indígena a representar a Colômbia. Seu irmão, Jesús, também é jogador de futebol profissional. Em julho de 2023, Díaz ficou noivo de sua namorada, Gera Ponce.
Em 29 de outubro de 2023, a mãe de Díaz, Cilenis Marulanda, e o pai, Luis Manuel "Mane" Diaz, foram sequestrados por homens armados em motocicletas em um posto de gasolina em sua cidade natal, Barrancas. Sua mãe foi resgatada pela polícia um dia depois, com uma "grande busca militar" anunciada para localizar seu pai. O presidente colombiano, Gustavo Petro, afirmou que "todas as forças públicas foram mobilizadas" e no dia seguinte, o General William Rene Salamanca anunciou uma recompensa de até 200 milhões de pesos por informações sobre o paradeiro do pai de Díaz. Díaz esteve ausente na partida seguinte do Liverpool na Premier League contra o Nottingham Forest, com seu colega de equipe Diogo Jota segurando a camisa de Díaz durante uma comemoração de gol. Seu pai foi libertado pelos sequestradores em 9 de novembro.

## Títulos
Junior Barranquilla
- Copa Colômbia: 2017
- Campeonato Colombiano: 2018 (Finalización)
- Superliga da Colômbia: 2019

Porto
- Primeira Liga: 2019–20 e 2021–22[6]
- Taça de Portugal: 2019–20
- Supertaça Cândido de Oliveira: 2020

Liverpool
- Copa da Liga Inglesa: 2021–22 e 2023–24
- Copa da Inglaterra: 2021–22
- Supercopa da Inglaterra: 2022
- Premier League: 2024–25

Bayern de Munique
- Supercopa da Alemanha: 2025[24]

### Prêmios individuais
- Equipe ideal da Copa América: 2021[25]
- Artilheiro da Copa América: 2021 (4 gols)
- Seleção do Ano da CONMEBOL pela IFFHS: 2021[26]